# Георги Николов (политик)
Вижте пояснителната страница за други личности с името Георги Николов.
Георги Николов Николов е български политик и народен представител от БСП в периода 1990 – 1995 г.
В периода 1995 – 2005 г. е пръв председател на възстановената Сметна палата на Република България.